# Parastagmatoptera vitrepennis
Parastagmatoptera vitrepennis es una especie de mantis de la familia Mantidae.

## Distribución geográfica
Se encuentra en Trinidad y Venezuela.